# Sandberg (Allemagne)
Pour les articles homonymes, voir Sandberg.
Sandberg est une commune de Bavière (Allemagne), située dans l'arrondissement de Rhön-Grabfeld, dans le district de Basse-Franconie.